# Đại hỏa hoạn thành Roma
Đại hoả hoạn thành Roma là một vụ cháy lớn xảy ra tại Roma vào năm đêm 19 tháng 7 năm 64 sau Công nguyên giữa các cửa hàng quy tụ quanh Circus Maximus. Do nhiều người dân thành Roma sống ở các insulae - các căn hộ dễ bắt lửa có 3 đến 4 sàn và vách ngăn bằng gỗ, ngọn lửa đã nhanh chóng lan rộng ra những khu dân cư dày đặc của Roma. Ngọn lửa tiếp tục trong 5 ngày trước khi bị khống chế và bùng phát trở lại thêm 4 ngày nữa. 2/3 thành Roma bị phá hủy, bao gồm cả Đền thờ nền lát đá của Vestal Virgins. Nero cáo buộc những người theo Thiên chúa giáo đã tạo ra vụ cháy, dẫn đến các vụ hành quyết những người này.

## Sách sử
- Cassius Dio, Roman History, Books 62 (c. 229)
- Suetonius, The Lives of Twelve Caesars, the Life of Nero, 38 (c. 121)
- Tacitus, Annals, XV (c. 117)